# Gnaphosa oligerae
Espèce
Gnaphosa oligerae est une espèce d'araignées aranéomorphes de la famille des Gnaphosidae.

## Distribution
Cette espèce est endémique du kraï du Primorié en Russie,. Elle se rencontre dans le district Lazovskii.

## Description
Le mâle holotype mesure 7,00 mm et la femelle paratype 9,60 mm.

## Étymologie
Cette espèce est nommée en l'honneur de Tatyana I. Oliger.

## Publication originale
- Ovtsharenko & Platnick, 1998 : Taxonomic notes on the ground spider genus Gnaphosa (Araneae, Gnaphosidae). American Museum novitates, no 3234, p. 1-4 (texte intégral).